# XO-4 b
XO-4 b est une planète extrasolaire (exoplanète) en orbite autour de l'étoile XO-4, une naine jaune située à environ 960 années-lumière de la Terre, dans la constellation du Lynx.

## Découverte
XO-4 b a été découverte en mai 2008 à l'observatoire de haute altitude du Haleakalā sur l'île de Maui dans l'archipel d'Hawaï, grâce au télescope XO (en) et au moyen de la méthode de détection des transits.

## Caractéristiques
Avec une masse inférieure au double de celle de Jupiter (1,72 ± 0,2 MJ) pour un rayon un tiers supérieur à celui de la planète jovienne (1,34 ± 0,048 RJ), XO-4 b est un jupiter chaud à période orbitale courte qui fait le tour de son étoile en 4,125 02 ± 0,000 02 j sur une orbite elliptique de demi-grand axe égal à 0,055 5 ± 0,000 11 ua et presque circulaire eu égard à sa faible excentricité (0,0024).

## Désignation
XO-4 b a été sélectionnée par l'Union astronomique internationale (IAU) pour la procédure NameExoWorlds, consultation publique préalable au choix de la désignation définitive de 305 exoplanètes découvertes avant le 31 décembre 2008 et réparties entre 260 systèmes planétaires hébergeant d'une à cinq planètes. La procédure débutée en juillet 2014, s'est achevée en août 2015 par l'annonce des résultats, lors d'une cérémonie publique dans le cadre de la XIXe Assemblée générale de l'IAU tenue à Honolulu (Hawaï).